# 1013
Початок Високого Середньовіччя •  Епоха вікінгів •  Золота доба ісламу •  Реконкіста •  Київська Русь

## Геополітична ситуація
Візантію очолює Василій II Болгаробійця. Генріх II є імператором Священної Римської імперії.
Королем Західного Франкського королівства є, принаймні формально, Роберт II Побожний.
Апеннінський півострів розділений між численними державами: північ належить Священній Римській імперії, середню частину займає Папська область, на південь від Римської області лежать невеликі незалежні герцогства, півдненна частина півострова належать Візантії. Південь Піренейського півострова займає Кордовський халіфат, охоплений міжусобицею. Північну частину півострова займають християнські королівство Леон (Астурія, Галісія), де править Альфонсо V, Наварра (Арагон, Кастилія) та Барселона.
Королівство Англія потрапило в руки данів на чолі з Свеном Вилобородим.
У Київській Русі триває правління Володимира. У Польщі править Болеслав I Хоробрий. Перше Болгарське царство частково захоплене Візантією, в іншій частині править цар Самуїл. У Хорватії триває правління Крешиміра III та Гойслава. Королівство Угорщина очолює Стефан I.
Аббасидський халіфат очолює аль-Кадір, в Єгипті владу утримують Фатіміди, в Середній Азії — Караханіди, у Хорасані — Газневіди. У Китаї продовжується правління династії Сун. Значними державами Індії є Пала, Пратіхара, Чола. В Японії триває період Хей'ан.

## Події
- Антоній Печерський повернувся з гори Афон до Києва.
- Дани на чолі зі Свеном Вилобородим повністю захопили Англію. Англійський король Етельред Нерозумний утік у Нормандію.
- Польський князь Болеслав I Хоробрий та імператор Священної Римської імперії Генріх II підписали мирну угоду, за якою Болеслав визнавав Генріха сюзереном.
- Генріх II розпочав свій другий похід в Італію.
- Майбутній король Норвегії Олаф прийняв християнство.
- Продовжуються негаразди в Кордовському халіфаті. Бербери захопили й розграбували Кордову, Сулайман ібн аль-Хакам повернув собі титул халіфа.